# San Cebrián de Castro (kommun)
San Cebrián de Castro är en kommun i Spanien.   Den ligger i provinsen Provincia de Zamora och regionen Kastilien och Leon, i den nordvästra delen av landet, 230 km nordväst om huvudstaden Madrid. Antalet invånare är 284. San Cebrián de Castro ligger vid sjöarna  Embalse de Ricobayo och Embalse del Esla.